# Budzisz (potok)
Budzisz – potok, lewobrzeżny dopływ Bystrzycy o długości 20,67 km i powierzchni zlewni 70,03 km². 
Źródła potoku znajdują się na wysokości około 370 m n.p.m., w rejonie wsi Szkodna. Budzisz przepływa przez Sędziszów Małopolski.